# 金字塔

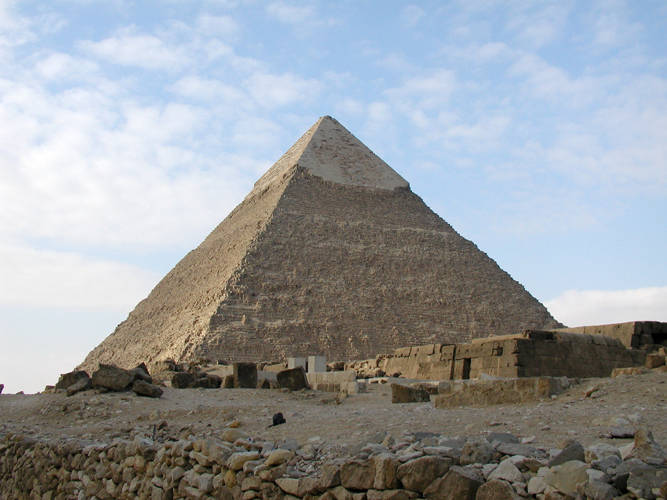
埃及卡夫拉金字塔

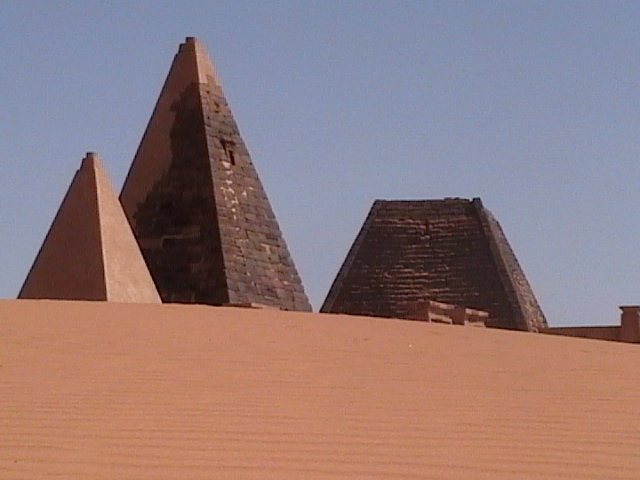
蘇丹麥羅埃金字塔群

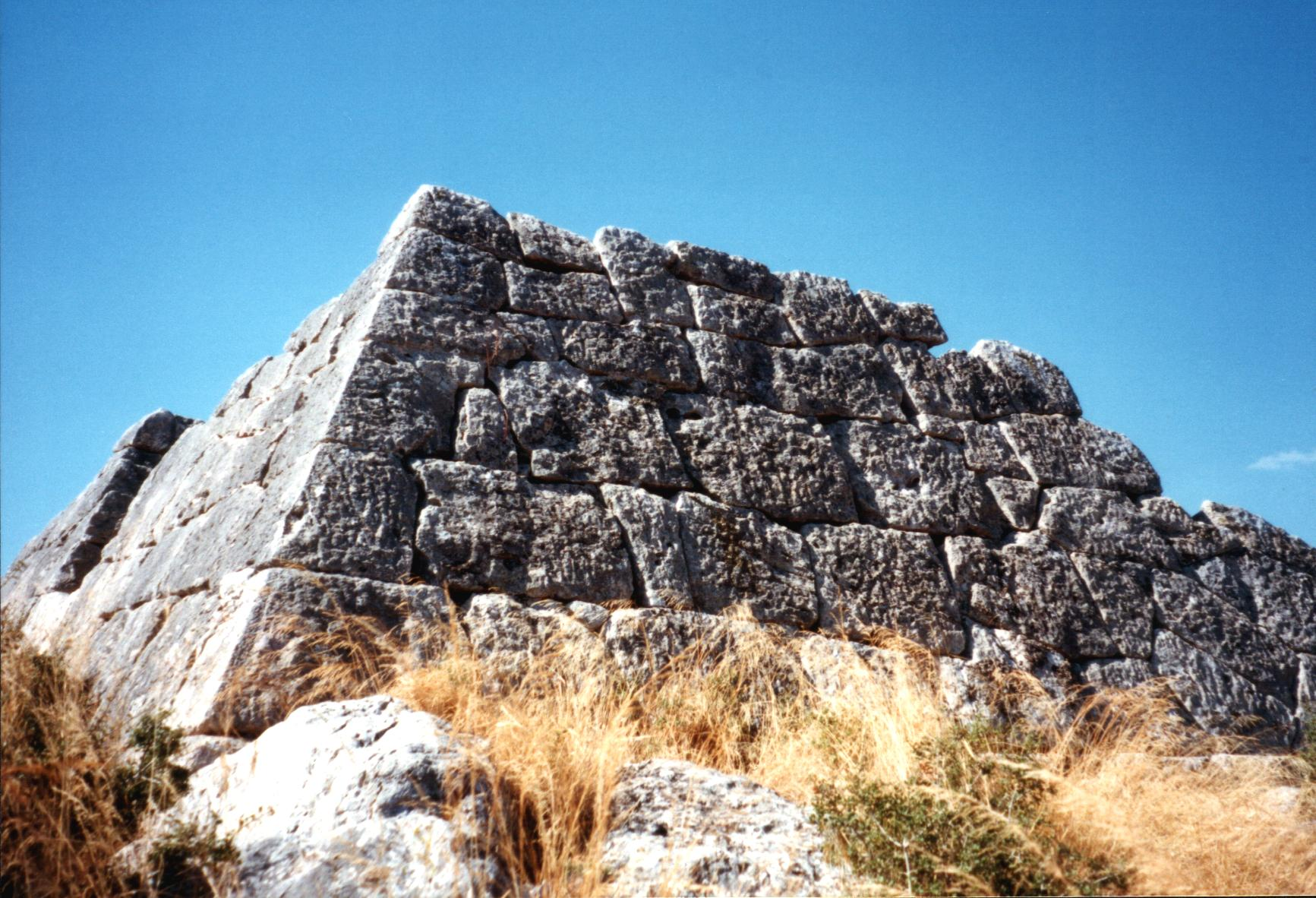
希臘海蘭尼孔金字塔遺跡

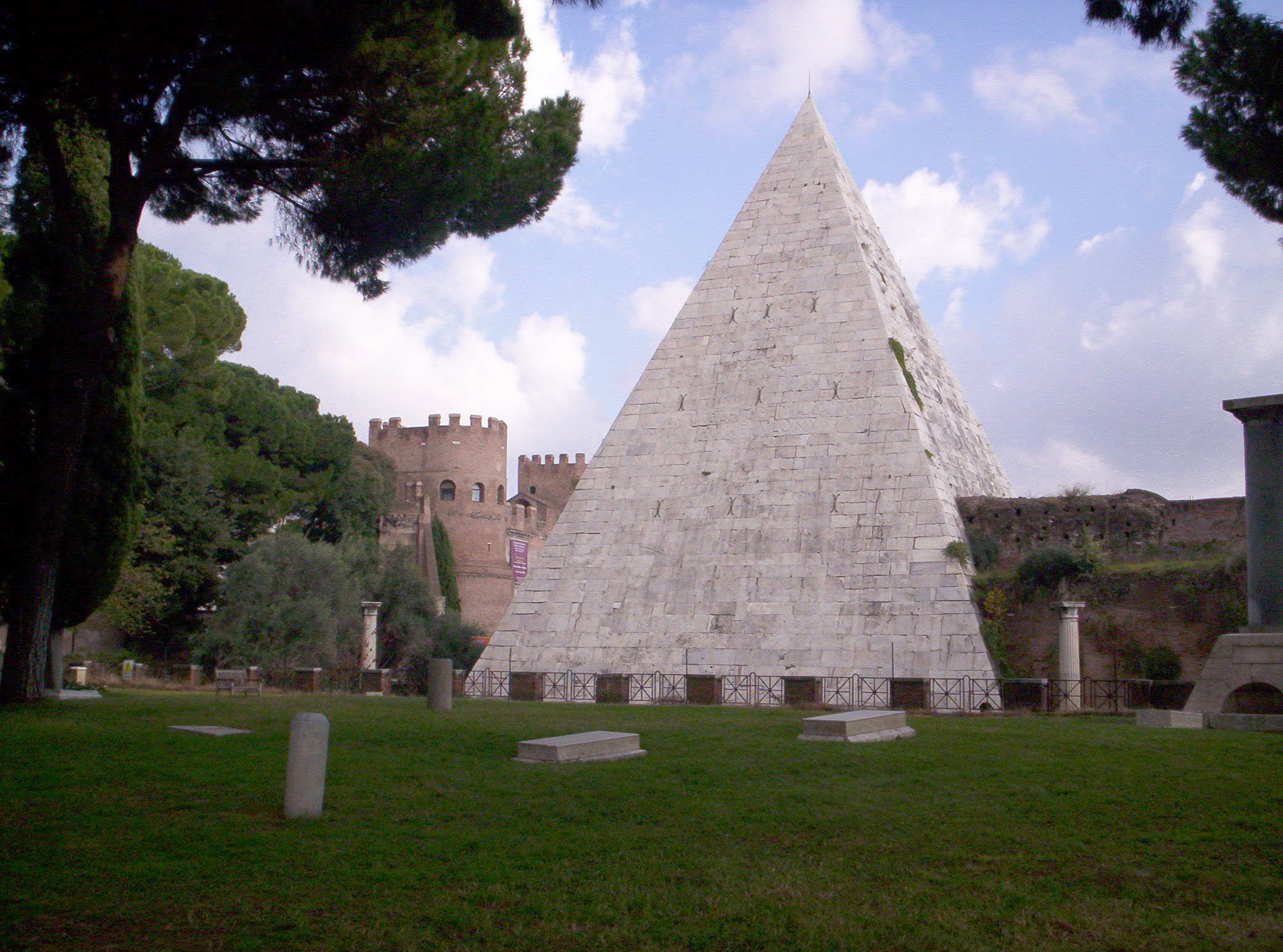
義大利羅馬市塞斯提伍斯金字塔

金字塔，在建築學上是指錐體建築物，有埃及金字塔、玛雅卡斯蒂略金字塔、阿兹特克金字塔（太陽金字塔、月亮金字塔）等。一般來說基座為正三角形或四方形等的正多邊形，也可能是其他的多邊形，側面由多個三角形或接近三角形的面相接而成，頂部面積非常小，甚至成尖頂狀。質心接近基座，可以有效抵擋自然災害。世界上許多不同的文明都有建造金字塔。在數千年的時間裡，金字塔是世界上最大的建築物。最早的金字塔是在代赫舒爾的紅金字塔，其後是在吉薩的胡夫金字塔。這兩個金字塔都在埃及。胡夫金字塔是古代世界七大奇蹟中目前僅存的一個。 胡夫金字塔主要是以石灰岩興建（有些房間則是使用紅大理石來建造的）。胡夫金字塔是建築的經典之作。胡夫金字塔中有一千三百萬個石塊，大小由2.5噸至5噸不等，其底部的邊長為230公尺，佔地13畝。其四邊精確的對準東西南北四個方向，四面的角度為52度。金字塔的原始高度為146.5公尺，但現在只有137公尺，少了九公尺是因為在開羅建設時，金字塔上的高級白石灰石被偷。胡夫金字塔現在仍為世界上最高的金字塔。若以體積來看，最大的金字塔是乔鲁拉大金字塔。1970年代開始，由於建築技術的演進，達到輕質化、可塑化、良好的空調與採光。有些建築師會從幾何學選取元素，因此現代金字塔式建築在世界各地被人們建造出來。

## 名稱由來
西方文明使用Pyramid作為錐體建築的專有名詞已有兩千年，幾何學上此字就是指稜錐，然而在建築學與考古學上，最初是指古埃及法老的方錐體陵墓，直至後來發現了其他古文明也有相同類型的建築物時，才開始延伸至指所有的錐體狀建築物。命名由來已不可考，但最早且傳播廣泛的記載是在《世界七大奇蹟》中。至於中文名稱「金字塔」，一般相信是因為埃及法老的方錐體陵墓，平視時為等邊三角形，與漢字中的「金」字相像，故稱之為「金字塔」。

## 歷史狀况
古埃及人埋葬国王和王后的陵墓，古埃及人建造金字塔的历史从第三王朝延续到第十三王朝（前2686年－前2181年），距今已有四千六百多年。鼎盛时期出现于法老胡夫以及其后的两代君主卡夫拉和孟卡拉统治时期，他们都选择了吉萨地区沙漠与绿洲的交界处建造他们的金字塔和其他附属建筑。公元前五世纪，古希腊著名历史学家希罗多德游历埃及时记下了最早关于金字塔的文字，近代关于金字塔的研究开始于拿破仑入侵埃及之后的进行的资料调查。埃及金字塔的功能不仅是当墓穴，在统治者健在时还起礼仪建筑的作用。当初，在未完工的金字塔前，都要建一座小型宫殿，统治者在位33年及此后每隔3年都要在那里庆祝法老的生辰。

## 非洲

### 古埃及
埃及共发现金字塔96座，最大的是开罗郊区胡夫的三座金字塔。
公元前27世纪古埃及第三王朝左塞爾法老命印和闐設計興建其陵寢，印和闐設計將6個方型馬斯塔巴墓室（Mastabas），由大至小往上堆疊在一起，終建成了左塞爾金字塔，成為埃及史上第一個類錐體狀法老陵墓，其同朝後世法老，依此原型興建陵墓。一個世紀後的埃及第四王朝開始，才發展為建造接近方錐體狀的陵墓，一直至公元前17世纪埃及第十八王朝興建最後一座方錐體法老陵墓止。
中古世紀地中海往返商旅眾多，便將埃及所見巨大的方錐體陵墓，口耳相傳至地中海沿岸各國，前2世紀拜占廷人费隆寫下《世界七大奇蹟》，其中使用（中譯「吉薩金字塔」，釋意為「在吉薩的錐體」）來為法老卡夫拉的陵墓群來命名，隨著《世界七大奇蹟》的廣泛流傳，「金字塔」就等同於埃及法老陵墓的專有名詞。

### 庫施文明
努比亞人建立的庫施王國，定都於納帕塔，後遷至麥羅埃的兩個時期，約從前10世紀至3世紀，在其首都附近建立了近220座金字塔，為國王、王后與重要王室成員的陵墓，外型有如古埃及金字塔為正四角錐體，體積較小，表面平滑，錐體比例較古埃及金字塔高瘦。

## 歐洲

### 愛琴文明
希腊阿爾戈斯市東南方有一海蘭尼孔金字塔遺跡，估計於前4世紀晚期建成，依2世紀時保薩尼亞斯所著《希臘志》記載，此金字塔當時是一個接近錐體的建築物，為愛琴文明阿爾戈斯王朝用以紀念陣亡戰士，目前僅剩底部。

### 羅馬帝國
義大利羅馬市圣保禄门旁有一塞斯提伍斯金字塔（義大利語：Piramide Cestia），建於前18至前12年，為當時羅馬法官該奧·塞斯提伍斯的墓園，以石灰華為底座，面積為100平方羅馬呎（約30平方公尺），牆壁以水泥建造，外牆覆以月石（一種白色大理石），高125羅馬呎（約36.4公尺），切斯提亞曾在努比亞任職，此一墓園風格參考自努比亞金字塔，墓園內室裝修為羅馬式，牆面有壁畫。

## 拉丁美洲

### 阿茲特克文明
- 特諾奇提特蘭金字塔（當地稱大寺廟），位於特諾奇提特蘭古城，始建於1390年，經6次改建，後於1521年西班牙佔領戰爭中被毁[6]。

### 瑪雅文明
- 在奇琴伊察建造了卡斯蒂略金字塔，
- 在提卡爾建造了提卡爾金字塔，

### 特奧蒂瓦坎文明
特奧蒂瓦坎文明建造了月亮金字塔和太阳金字塔，位在現今墨西哥的境內。太阳金字塔是世界上最三大的金字塔。

## 北美洲

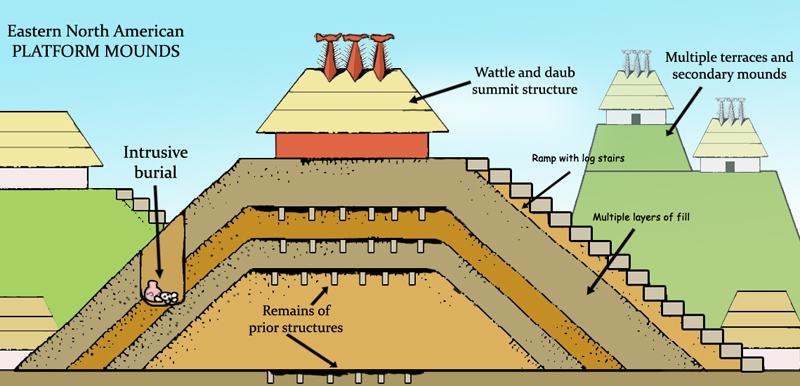
北美東部平台土墩的組件圖

許多古老的北美原住民族群會建造稱為平台土墩的土製建築。最大也最有名的是在卡霍基亞遺址芒克斯墩，在現今的伊利諾州，約在西元前1100年完成，其基座比吉薩金字塔要大。許多土墩是會定期的興建，其中有些相當的大。一般認為土墩和原住民的信仰生活有關。有記載的用途有半開放的酋长屋、公開的寺廟、太平間、藏尸所、平民住處、及舞蹈用場地。有興建這類建築的文化有Troyville文化、Coles Creek文化、普拉克明文化及密西西比文化。

## 亞洲

### 中國

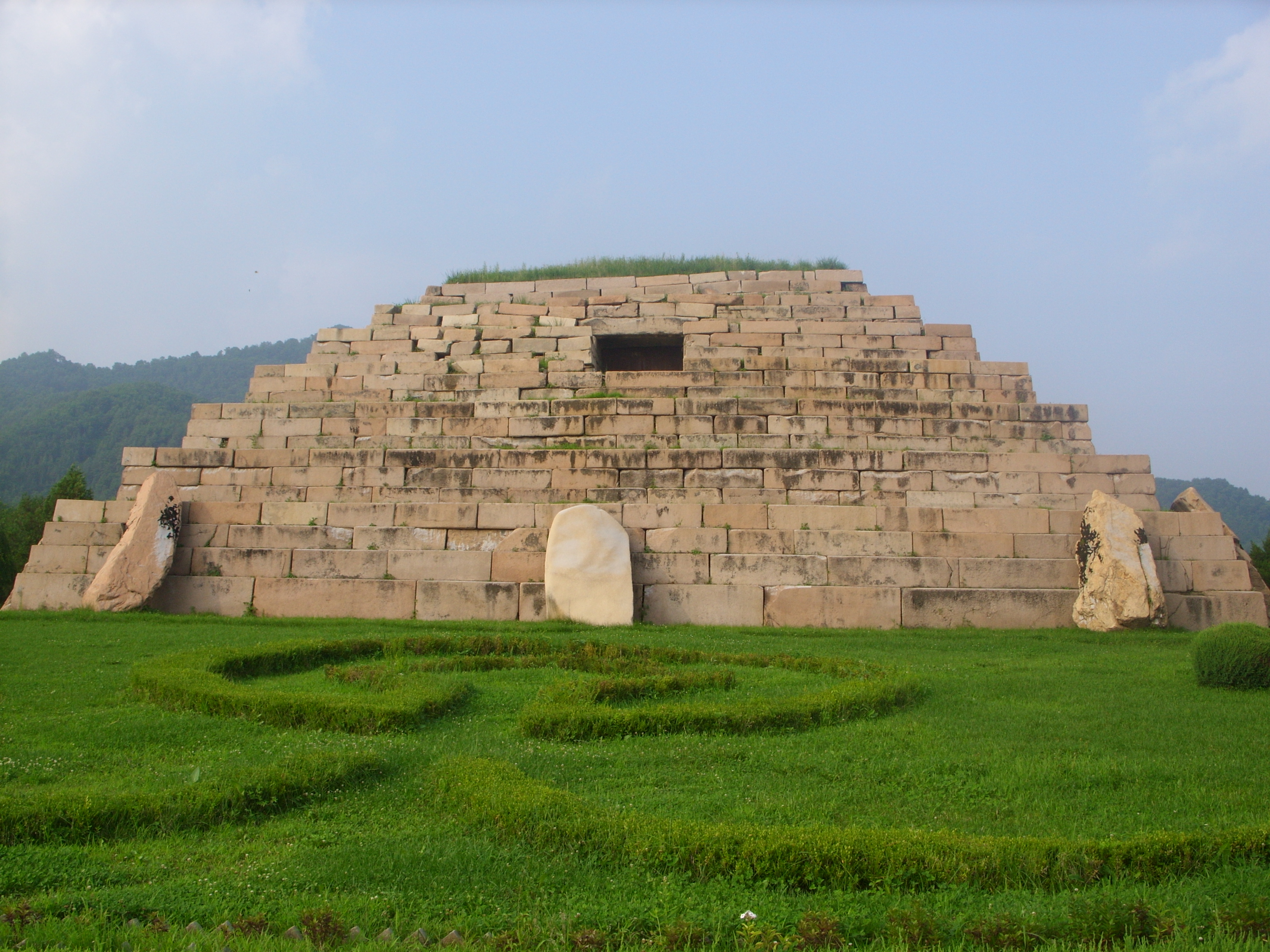
位在東北亞吉林集安市，高句麗長壽王的將軍冢

在中國有很多方形平台丘的墳墓。秦始皇的陵墓是在一個大型的墓丘中，位在現今西安的城外。後來也很多漢朝皇帝埋在錐台型的墳墓下。

### 印度

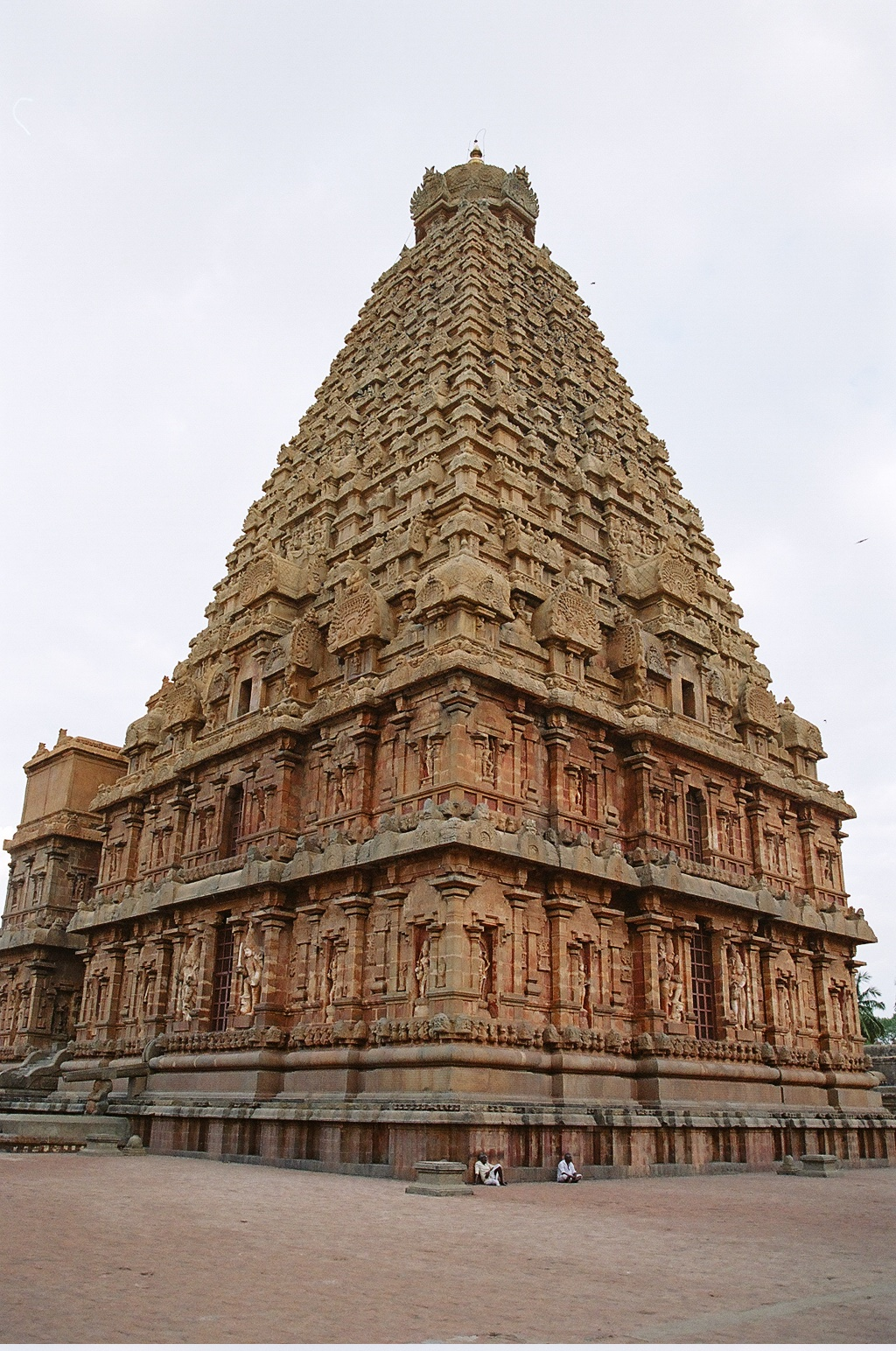
印度坦加布爾布里哈迪錫瓦拉寺

南印度在朱羅王朝時期興建了許多大型的花崗岩金字塔型的寺廟，其中許多今日仍作為宗教用，例如在坦贾武尔的布里哈迪希瓦拉神廟，在達拉蘇拉姆的Gangaikonda Cholapuram神廟及Airavatesvara神廟，不過此區域最大的金字塔型寺廟是在斯里蘭格姆的斯里蘭甘寺院。坦贾武尔的神廟是在十一世紀由罗茶罗乍帝王興建。布里哈迪希瓦拉神廟在1987年被联合国教科文组织列為世界遺產。Gangaikonda Cholapuram神廟和Airavatesvara神廟在2004年被列為上述世界遺產的一部份。

### 印尼

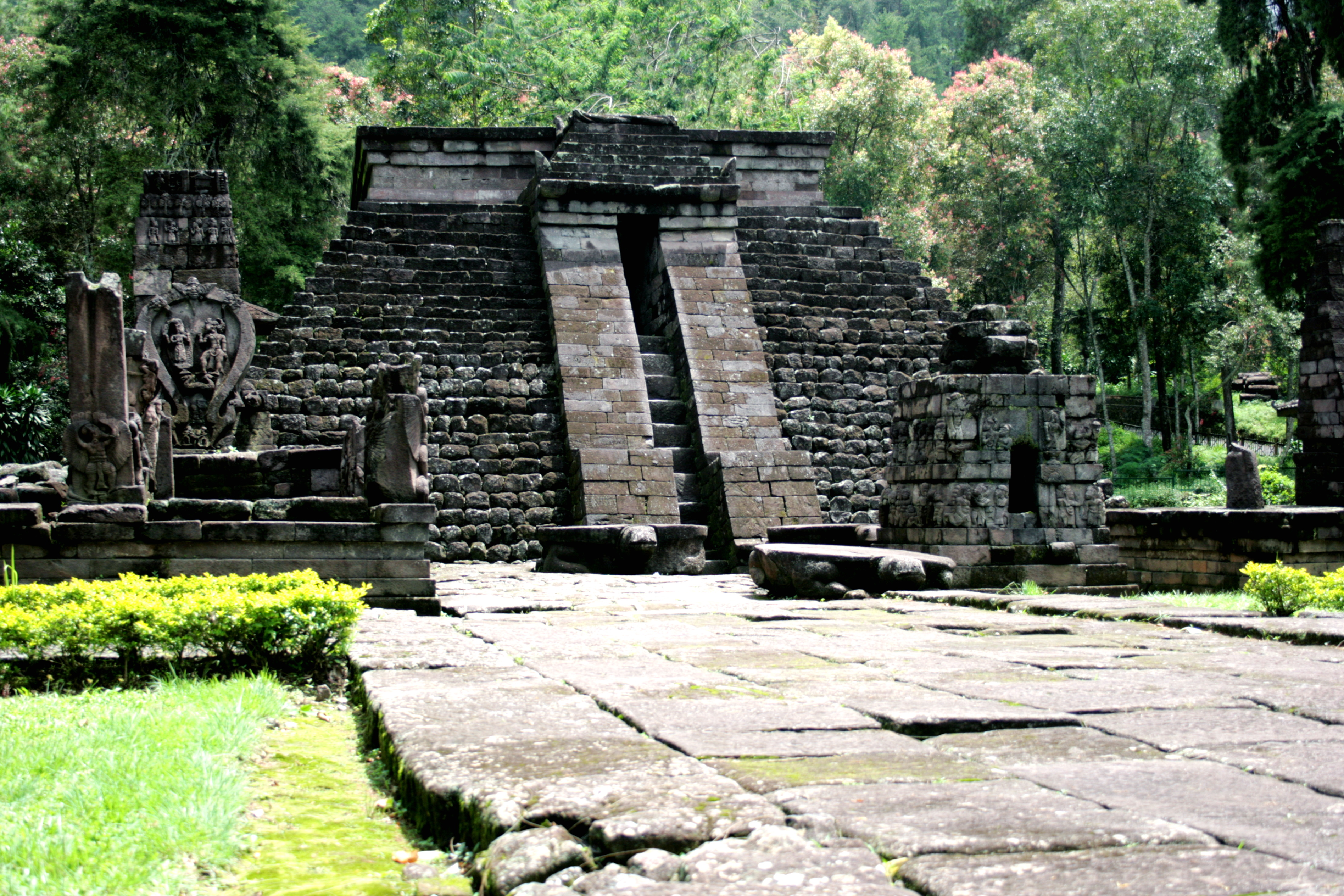
印尼爪哇島蘇庫寺

在印尼南岛民族的巨石文化也以大型的土製及石頭的阶梯形金字塔著稱，此建築稱為Punden Berundak，位在Cisolok以及西爪哇。阶梯形金字塔是基於當地相信山和高處是祖先靈魂的居住之處。
阶梯形金字塔是八世紀時中爪哇婆羅浮屠佛教紀念碑的基本設計，不過後來爪哇的神廟受到印度及印度教建築的影響，例如普蘭巴南神廟的尖塔。在十五世紀滿者伯夷時期，爪哇的南岛民族建築風格又開始興起，有點類似中美洲的金字塔。

## 現代

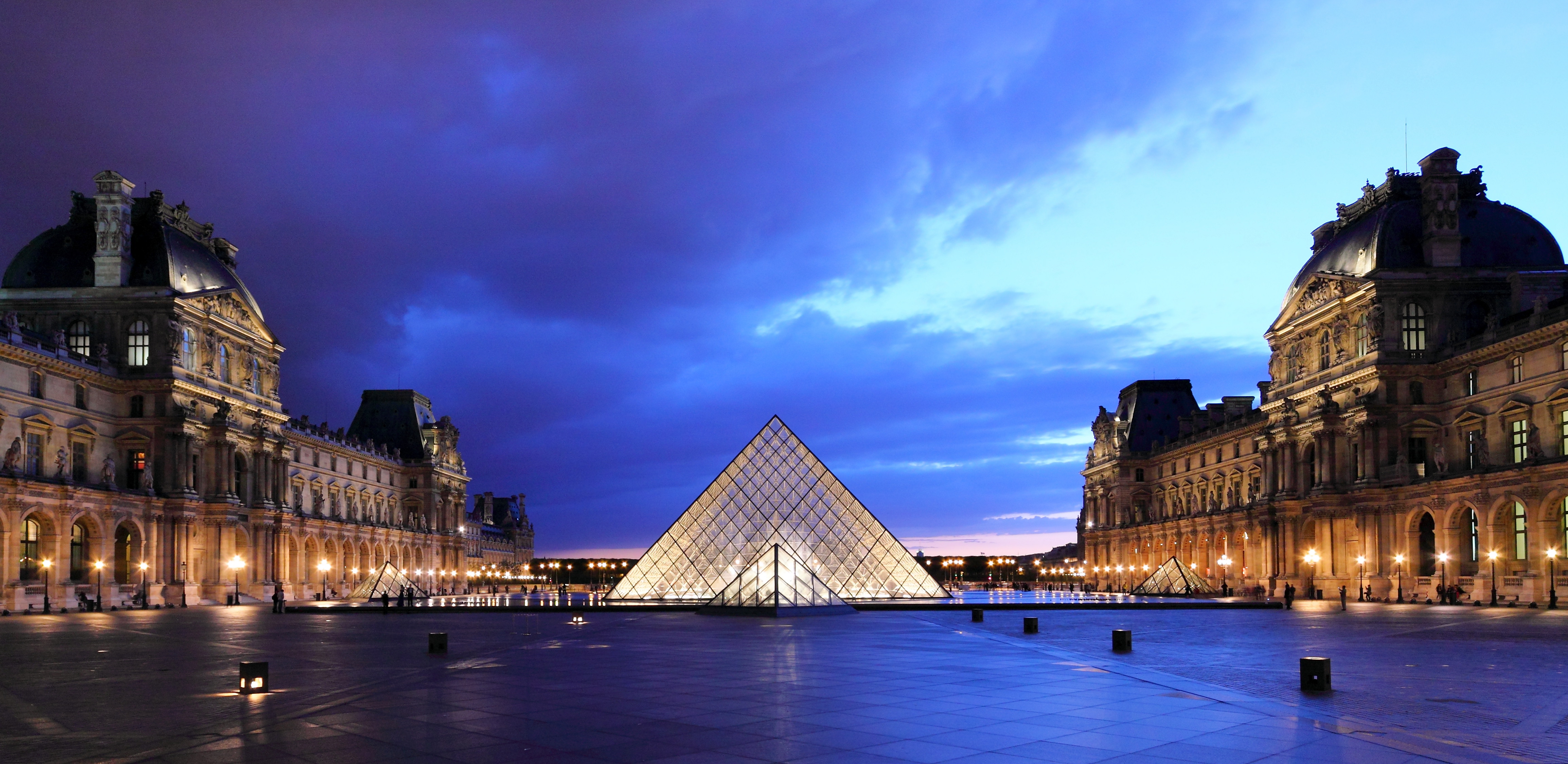
巴黎羅浮宮金字塔

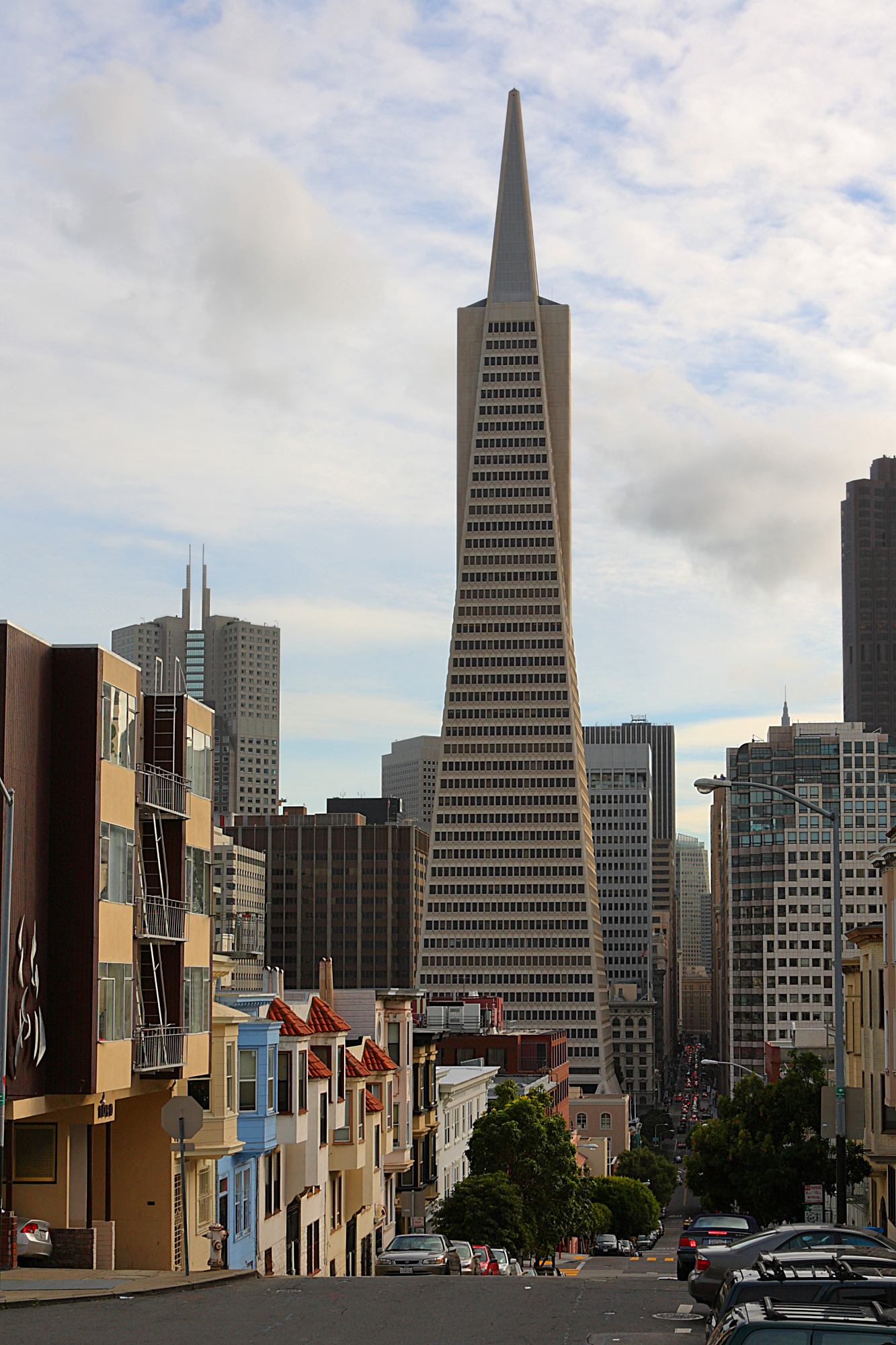
舊金山泛美金字塔

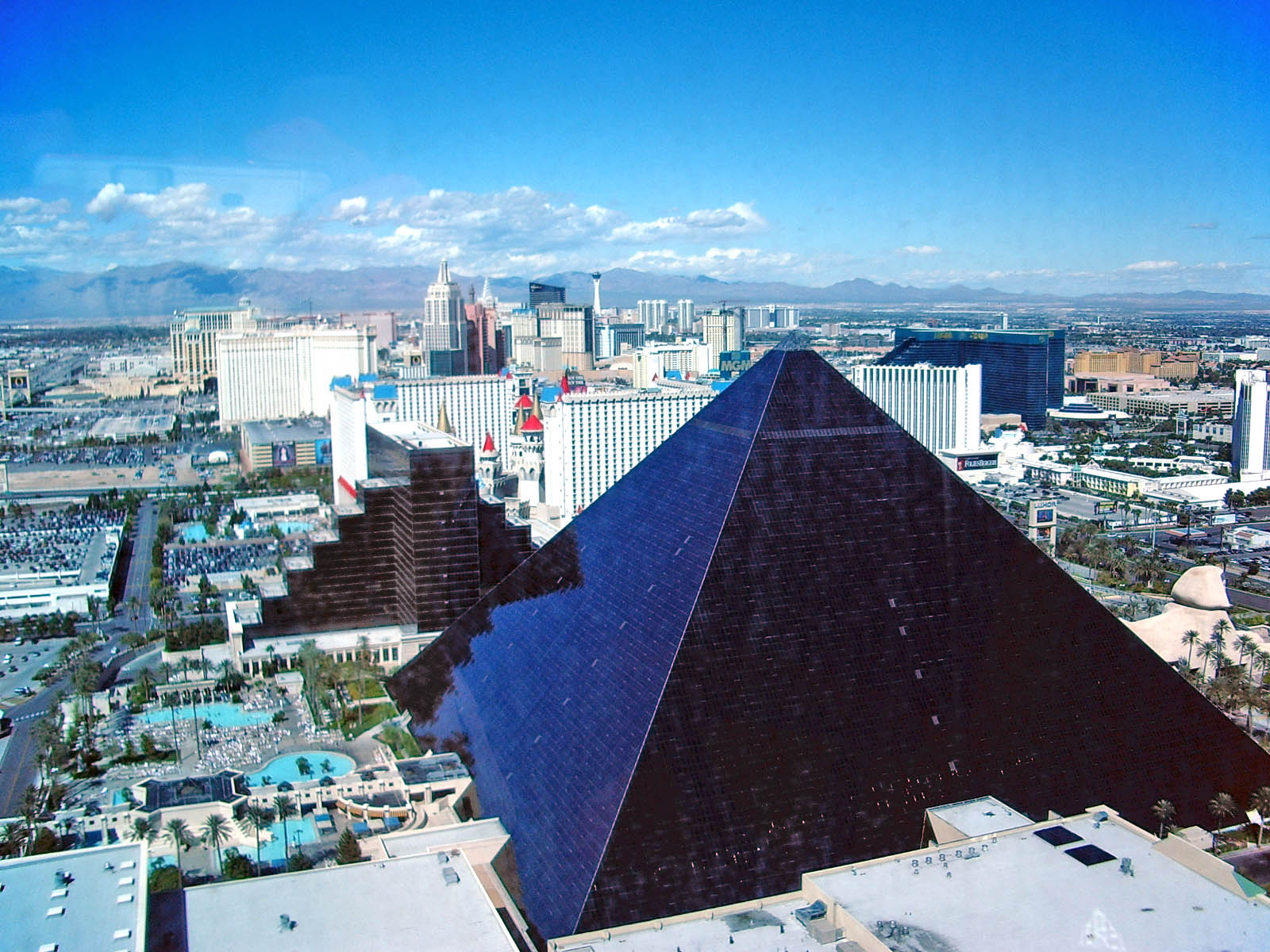
內華達州的樂蜀酒店

- 羅浮宮金字塔位於巴黎羅浮宮廣場上，是一座20.6公尺的玻璃金字塔，是博物館的入口，由貝聿銘設計，在1989年完工[11]。
- 朝鲜首都平壤市的柳京飯店，共105層，是世界第一大金字塔型結構紀錄，原定1989年開幕，現已停工[12]，直到2017年7月27日才开业[13]。
- 美國三藩市泛美金字塔，共48層．是三藩市地標之一。
- 台灣台南市七股區台灣鹽博物館。
- 中华人民共和国广东省深圳市南山区深圳地铁世界之窗站J出口（模仿羅浮宮金字塔）
- 美國內華達州的樂蜀酒店，是三十層的真金字塔，在上方有光柱照明[14]。
- 美國田納西州孟菲斯的金字塔競技場（英语：Pyramid Arena），是三十二層的金字塔，在1991年完工，是孟菲斯大學男籃隊的主場，以及NBA曼非斯灰熊在2004年以前的主場。
- 瓦爾特金字塔（英语：Walter Pyramid）在美國加州州立大學長灘分校校內，是學校籃球隊及排球隊的主場，是十八層的藍色真金字塔。
- 阿爾巴尼亞地拉那的一座前霍查博物館/紀念館也常被稱為「地拉那金字塔」，不過它的底部是圓的，不像一般金字塔是方形或長方形。
- 斯洛伐克布拉提斯拉瓦的斯洛伐克廣電大樓（英语：Slovak Radio Building），其形狀像一座倒金字塔。
- 日本東京國際展示場

## 引伸
金字塔結構經常被用於描述管理層級關係。